# 4 (število)
4 (štíri) je naravno število, za katero velja 4 = 3 + 1 = 5 − 1.

## V matematiki
- najmanjše sestavljeno število.
- najmanjše polpraštevilo.
- najmanjše Smithovo število {\displaystyle 4=2+2\,\!}.
- najmanjše neFibonaccijevo število.
- drugo zelo sestavljeno število.
- drugo kvadratno število {\displaystyle 4=2^{2}\,\!}.
- druga hiperfakulteta {\displaystyle H(2)=1^{1}\cdot 2^{2}=4\,\!}.
- tretje Størmerjevo število.
- četrto Ulamovo število {\displaystyle 4=1+3\,\!}.
- vseHarshadovo število.
- vsota prvih dveh trikotniških števil 4 = 1 + 3 in zato drugo četversko število (tetraedrsko število).
- vsota vseh pozitivnih deliteljev števil 1 in 2: {\displaystyle 4=1+1+2\,\!}.
- vsako pozitivno celo število je vsota največ 4. enakih ali različnih kvadratov (glej Waringov problem).
- najmanjše število n, za katero ima enačba x - φ(x) = n natanko 2 rešitvi. Rešitvi enačbe sta: 6, 8.
- število stranskih ploskev tetraedra.

## V znanosti
- vrstno število 4 ima berilij (Be).

## V jezikoslovju

### Števniki
- glavni: štiri
- vrstilni: četrti
- ločilni: četver
- množilni: četveren
- prislov: četrtič

## Drugje
- 04 je telefonska klicna številka omrežne skupine Kranja in okolice.

### Leta
- 4 pr. n. št., 4, 2004